# Chaetonotus fujisanensis
Chaetonotus fujisanensis is een buikharige uit de familie Chaetonotidae. De wetenschappelijke naam van de soort werd in 1971 voor het eerst geldig gepubliceerd door Sudzuki. De soort wordt in het ondergeslacht Hystricochaetonotus geplaatst.